# (15617) Fallowfield
(15617) Fallowfield es un asteroide perteneciente al cinturón de asteroides, descubierto el 27 de abril de 2000 por el equipo del Lincoln Near-Earth Asteroid Research desde el Laboratorio Lincoln, Socorro, Nuevo México.

## Designación y nombre
Designado provisionalmente como 2000 HK10. Fue nombrado en honor a Heather L. Fallowfield por su logro como finalista en el Discovery Young Scientist Challenge (DYSC) de 2001, una competencia de ciencias para escuelas intermedias en Estados Unidos. Heather es una estudiante de la escuela secundaria Beech Grove en Beech Grove, Indiana.

## Características orbitales
(15617) Fallowfield está situado a una distancia media del Sol de 2,297 ua, pudiendo alejarse hasta 2,553 ua y acercarse hasta 2,041 ua. Su excentricidad es 0,111 y la inclinación orbital 2,816 grados. Emplea 1271,42 días en completar una órbita alrededor del Sol.

## Características físicas
La magnitud absoluta de (15617) Fallowfield es 14,93. Tiene 2,776 km de diámetro y su albedo se estima en 0,331.